# Thomas Muchall-Viebrook
Thomas James Alfred William Muchall-Viebrook (* 22. April 1881 in Kiel; † 15. März 1963 in Gräfelfing) war ein deutscher Kunsthistoriker.

## Leben
Thomas Muchall-Viebrook war der Sohn des Gutsbesitzers Thomas William Muchall-Viebrook (1840–1918) und seiner Ehefrau Ellison Buchanan (1854–1911). Nach dem Besuch des Gymnasiums in Kiel und Baden-Baden, wo er im Jahr 1900 das Abitur ablegte, studierte er zunächst ab Frühjahr 1901 sieben Semester Jura in Neuchâtel, Heidelberg und München. Im Herbst 1904 wechselte er zu Kunstgeschichte, die er in München (4 Semester), Berlin (5 Semester) und wieder München (5 Semester) studierte. 1911 wurde er mit einer durch Berthold Riehl angeregten Dissertation zu Domenikus Zimmermann bei Karl Voll promoviert. Von 1914 bis 1919 war er als wissenschaftlicher Hilfsarbeiter am Bayerischen Nationalmuseum in München tätig. Am 1. September 1919 begann er seine Tätigkeit als Assistent an der Staatlichen Graphischen Sammlung in München, 1921 wurde er Konservator, 1937 Hauptkonservator. 1945 arbeitete er für den Central Collecting Point in München, im Oktober 1946 nahm er seine Tätigkeit an der Graphischen Sammlung wieder auf, wo er mit Engelbert Baumeister den wissenschaftlichen Katalog der Zeichnungen bearbeitete. Zum 31. August 1949 trat er in den Ruhestand.

## Veröffentlichungen (Auswahl)
- Dominikus Zimmermann. Ein Beitrag zur Geschichte der süddeutschen Kunst im 18. Jahrhundert (= Archiv für die Geschichte des Hochstifts Augsburg Band 4, Lieferung 1–2, S. 1–81). Dillingen 1912 (auch separat Hiersemann, Leipzig 1912; Dissertation).
- Deutsche Barockzeichnungen. Delphin-Verlag, München 1925.
- Daniel Chodowiecki. Kupferstiche aus dem Nachlass des Meisters. Holbein-Verlag, München 1920.
- Flemish drawings of the seventeenth century. Benn, London 1926.